# Murphy (Familienname)
Murphy ist ein ursprünglich patronymisch gebildeter Familienname irischer Herkunft mit der Bedeutung „Abkömmling des Murchadh“, der heute im gesamten englischen Sprachraum vorkommt.

## Namensträger

### A
- Abbey Murphy (Abigail Murphy; * 2002), US-amerikanische Eishockeyspielerin
- Aidan Murphy (Fußballspieler) (* 1967), englischer Fußballspieler
- Aidan Murphy (Leichtathlet) (* 2003), australischer Sprinter
- Alex Murphy (Rugbyspieler) (* 1939), englischer Rugbyspieler
- Alex Murphy (Basketballspieler) (* 1993), US-amerikanischer Basketballspieler
- Alex Murphy (Schauspieler) (* 1997), irischer Schauspieler
- Amanda Landers-Murphy (* 1991), neuseeländische Squashspielerin
- Andrew Murphy (* 1969), australischer Dreispringer
- Anna Murphy (* 1989), Schweizer Musikerin und Tontechnikerin
- Annalise Murphy (* 1990), irische Seglerin
- Annie Murphy (* 1986), kanadische Filmschauspielerin.
- Anthony Murphy, irischer Schauspieler, Filmproduzent und Drehbuchautor
- Arthur Murphy (Schauspieler) (1727–1805), irischer Schauspieler und Dramatiker
- Arthur Edward Murphy (1901–1962), US-amerikanischer Philosoph
- Arthur P. Murphy (1870–1914), US-amerikanischer Politiker
- Audie Murphy (1925–1971), höchstdekorierter US-Soldat des Zweiten Weltkriegs und Filmschauspieler
- Austin Murphy (1927–2024), US-amerikanischer Politiker
- Averil Murphy (* 1947), englische Squashspielerin

### B
- B. Frank Murphy (Benjamin Franklin Murphy; 1867–1938), US-amerikanischer Politiker
- Barny Murphy (* 1954), deutscher Gitarrist und Musikproduzent
- Bella Murphy (* 2002), US-amerikanische Schauspielerin
- Ben Murphy (Schauspieler) (* 1942), US-amerikanischer Schauspieler
- Ben Murphy (Pilot) (* 1975), englischer Kunstflugpilot
- Benjamin Edwin Murphy (* 1942), US-amerikanischer Schauspieler, siehe Ben Murphy (Schauspieler)
- Benjamin Franklin Murphy (1867–1938), US-amerikanischer Politiker, siehe B. Frank Murphy
- Benjamin Russell Murphy (1889–1957), US-amerikanischer Sportler und Trainer, siehe B. Russell Murphy
- Bernadette Murphy, britische Historikerin und Schriftstellerin
- Bernard James Murphy (1918–1974), kanadischer Ordensgeistlicher

- Bill Murphy (Filmeditor), australischer Filmeditor
- Bill Murphy (Baseballspieler) (William R. W. Murphy, * 1981), US-amerikanischer Baseballspieler
- Pseudonym von Günther Bajog (1927–2006), deutscher Schriftsteller
- Bob Murphy (Schauspieler) (eigentlich Duke Foster Dunnell; 1889–1948), US-amerikanischer Schauspieler
- Bob Murphy (Golfspieler) (Robert Joseph Murphy, Jr.; * 1943), US-amerikanischer Golfspieler
- Bob Murphy (Musiker) (1945–2015), kanadischer Pianist und Musikpädagoge
- Bob Murphy (Ruderer) (Robert Kevin Murphy; * 1950), neuseeländischer Ruderer
- Bob Murphy (Eishockeyspieler) (* 1951), kanadischer Eishockeyspieler
- Bobby Murphy (Fußballtrainer), US-amerikanischer Fußballtrainer
- Bobby Murphy (Unternehmer) (* 1989), US-amerikanischer Unternehmensgründer
- Brittany Murphy (1977–2009), US-amerikanische Schauspielerin
- Buddy Murphy (* 1988), australischer Wrestler
- Byron Murphy (* 1998), US-amerikanischer American-Football-Spieler
- Byron Murphy II (* 2002), US-amerikanischer American-Football-Spieler

### C
- Calvin Murphy (* 1948), US-amerikanischer Basketballspieler
- Carolyn Murphy (* 1975), US-amerikanisches Model
- Casey Murphy (* 1996), US-amerikanische Fußballtorhüterin
- Catherine Murphy (Fälscherin) († 1789), letzte Frau in England, die offiziell auf dem Scheiterhaufen hingerichtet wurde
- Catherine Murphy (Politikerin) (* 1953), irische Politikerin
- Catherine Murphy (Leichtathletin) (* 1975), britische Sprinterin
- Catherine Murphy (Malerin) (* 1946), US-amerikanische Malerin
- Catherine Murphy (Sängerin), US-amerikanische Sopransängerin
- Catherine Murphy (Dokumentarfilmerin), US-amerikanische Dokumentarfilmerin
- Catherine J. Murphy, US-amerikanische  Chemikerin
- Cathy Murphy (Schauspielerin) (* 1967), britische Schauspielerin
- Cathy Murphy (Cricketspielerin) (* 1983), irische Cricketspielerin
- Charles Murphy (Senator) (1862–1935), kanadischer Politiker
- Charles Murphy (kanadischer Politiker) (1863–1935), kanadischer Politiker, Abgeordneter, Senator und Minister
- Charles Murphy (Radsportler) (1870–1950), US-amerikanischer Radsportler
- Charles Murphy (Architekt) (1890–1985), US-amerikanischer Architekt
- Charles B. Murphy (1881–1942), US-amerikanischer Schauspieler
- Charles P. Murphy (1882–1953), US-amerikanischer Politiker
- Charlie Murphy (Charles Quinton Murphy; 1959–2017), US-amerikanischer Schauspieler
- Charlie Murphy (Schauspielerin) (* 1988), irische Schauspielerin
- Chris Murphy (Ingenieur) (* 1957), englischer Formel-1-Ingenieur
- Chris Murphy (Schauspieler), Schauspieler
- Chris Murphy (Musiker) (* 1968), kanadischer Rockmusiker
- Chris Murphy (Politiker) (* 1973), US-amerikanischer Politiker
- Christina Murphy (* 1981), US-amerikanische Schauspielerin
- Christopher Murphy (* 1947), britischer Politiker
- Chuck Murphy (1922–2001), US-amerikanischer Musiker
- Ciarán Murphy (* 1940), irischer Politiker (Fianna Fáil)
- Cillian Murphy (* 1976), irischer Schauspieler
- Clayton Murphy (* 1995), US-amerikanischer Mittelstreckenläufer
- Colin Murphy (* 1980), kanadischer Eishockeyspieler
- Connor Murphy (Eishockeyspieler) (* 1993), US-amerikanischer Eishockeyspieler
- Connor Murphy (Leichtathlet) (* 2001), australischer Leichtathlet
- Conor Murphy (Politiker) (* 1963), nordirischer Politiker (Sinn Féin)
- Conor Murphy (Radsportler) (* 1982), irischer Radrennfahrer
- Conor Murphy (Wasserspringer), US-amerikanischer Synchronspringer
- Conor Murphy (Schachspieler) (* 1999), irischer Schachspieler
- Cormac Murphy-O’Connor (1932–2017), englischer Geistlicher, Erzbischof von Westminster
- Cory Murphy (* 1978), kanadischer Eishockeyspieler
- Craig N. Murphy (* 1953), US-amerikanischer Politikwissenschaftler
- Cullen Murphy (* 1952), US-amerikanischer Comicautor
- Curtis Murphy (* 1975), kanadischer Eishockeyspieler

### D
- Dale Murphy (* 1956), US-amerikanischer Baseballspieler
- Dan Murphy (Mediziner) (1944–2020), US-amerikanischer Arzt in Osttimor
- Dan Murphy (Musiker) (* 1963), US-amerikanischer Musiker (Soul Asylum, Golden Smog)
- Dan Murphy (Baseballspieler) (* 1964), US-amerikanischer Baseballspieler
- Dan Murphy (Eishockeyspieler), US-amerikanischer Eishockeyspieler
- Dan Murphy (Rugbyspieler) (* 1985), englischer Rugbyspieler
- Daniel Murphy (Erzbischof) (1815–1907), irischer Geistlicher, Erzbischof von Hobart
- Daniel Murphy (Informatiker), US-amerikanischer Informatiker
- Daniel Murphy (Snookerspieler), englischer Snookerspieler
- Daniel Murphy (Baseballspieler) (* 1985), US-amerikanischer Baseballspieler
- Daniel Murphy (Squashspieler) (* 1996), Squashspieler der Kaimaninseln
- Daniel J. Murphy (1922–2001), US-amerikanischer Admiral
- Daniel John Murphy (1944–2020), US-amerikanischer Arzt in Osttimor, siehe Dan Murphy (Mediziner)
- Daniel Turley Murphy (* 1943), US-amerikanischer Geistlicher, römisch-katholischer Bischof von Chulucanas
- Danny Murphy (* 1977), englischer Fußballspieler
- Dara Murphy (* 1969), irischer Politiker (Fine Gael)
- Daryl Murphy (* 1983), irischer Fußballspieler
- David Murphy (Baseballspieler) (* 1981), US-amerikanischer Baseballspieler
- David Murphy (Fußballspieler) (* 1984), englischer Fußballspieler
- David E. Murphy (1921–2014), US-amerikanischer Geheimdienstmitarbeiter
- David Lee Murphy (* 1958), US-amerikanischer Countrysänger
- Dean Murphy (* 1970), australischer Filmregisseur, -produzent und Drehbuchautor
- Deirdre Murphy (1959–2014), US-amerikanisch-irische Radrennfahrerin
- Derek Murphy, eigentlicher Name von Sadat X (* 1968), US-amerikanischer Rapper und Musikproduzent
- Dervla Murphy (1931–2022), irische Autorin von Reiseliteratur
- Diana E. Murphy (* 1934), US-amerikanische Juristin
- Dick Murphy (* 1942), US-amerikanischer Politiker
- Donna Murphy (* 1959), US-amerikanische Schauspielerin
- Dwayne Murphy (* 1955), US-amerikanischer Baseballspieler

### E
- Ed Murphy (* 1956), US-amerikanischer Basketballspieler
- Eddie Murphy (* 1961), US-amerikanischer Schauspieler
- Edward Murphy (Erzbischof) (1651–1728), römisch-katholischer Erzbischof von Dublin
- Edward Murphy junior (1836–1911), US-amerikanischer Politiker
- Eddie Murphy (Eisschnellläufer) (1905–1973), US-amerikanischer Eisschnellläufer
- Edward A. Murphy (1918–1990), US-amerikanischer Ingenieur
- Edward John Murphy (* 1930), US-amerikanischer Fußballspieler und Olympiateilnehmer
- Edward Regan Murphy, bekannt als Eddie Murphy (* 1961), US-amerikanischer Schauspieler
- Elaine Murphy, Baroness Murphy (* 1947), britische Psychiater, Hochschullehrerin und Politikerin
- Elliott Murphy (* 1949), US-amerikanischer Sänger und Songschreiber
- Emily Murphy (1868–1933), kanadische Frauenrechtsaktivistin, Juristin und Autorin
- Emmy Murphy, US-amerikanische Mathematikerin
- Eoghan Murphy (* 1982), irischer Politiker (Fine Gael)
- Eugene Murphy (* 1965), irischer Politiker (Fianna Fáil)
- Evelyn Murphy (* 1940), US-amerikanische Politikerin
- Everett J. Murphy (1852–1922), US-amerikanischer Politiker

### F
- Fidelma Murphy (1944–2018), irische Schauspielerin
- Francis Murphy (Bischof) (1795–1858), australischer Bischof
- Francis P. Murphy (1877–1958), US-amerikanischer Politiker
- Francis X. Murphy (1915–2002), US-amerikanischer Priester und Hochschullehrer
- Frank Murphy (Stabhochspringer) (1889–1980), US-amerikanischer Stabhochspringer
- Frank Murphy (Politiker, 1890) (1890–1949), US-amerikanischer Richter und Politiker
- Frank Murphy (Politiker, 1897) (1897–1944), US-amerikanischer Politiker (Michigan)
- Frank Murphy (Fußballspieler, 1913) (1913–1984), schottischer Fußballspieler
- Frank Murphy (Wasserspringer) (* 1928), australischer Wasserspringer
- Frank Murphy (Mittelstreckenläufer) (1947–2017), irischer Mittelstreckenläufer
- Frank Murphy (Fußballspieler, 1959) (* 1959), schottischer Fußballspieler
- Frank Murphy (Footballspieler) (* 1977), US-amerikanischer American-Football-Spieler
- Frank Murphy (Rugbyspieler) (* 1981), irischer Rugby-Union-Spieler und -Schiedsrichter
- Franklin Murphy (1846–1920), US-amerikanischer Politiker (New Jersey)
- Franklin David Murphy (1916–1994), US-amerikanischer Mediziner
- Fred Murphy (* 1942), US-amerikanischer Kameramann

### G
- G. Patrick Murphy (* 1948), US-amerikanischer Jurist
- Gardner Murphy (1895–1979), US-amerikanischer Psychologe und Parapsychologe
- Geoff Murphy (1938–2018), neuseeländischer Regisseur und Schriftsteller
- Geordan Murphy (* 1978), irischer Rugby-Spieler
- George Murphy (1902–1992), US-amerikanischer Schauspieler und Politiker
- George Murphy, Spezialeffektkünstler
- Gerald Murphy (1888–1964), US-amerikanischer Maler und Geschäftsmann
- Gerard Murphy (1948–2013), nordirischer Schauspieler
- Gerry Murphy († 2014), irischer Rugbyspieler und Geistlicher
- Gillian Murphy (* 1979), US-amerikanische Balletttänzerin
- Gord Murphy (* 1967), kanadischer Eishockeyspieler und -trainer
- Gráinne Murphy (* 1993), irische Schwimmerin
- Greg Murphy (Jazzmusiker) (* 1959), US-amerikanischer Jazzmusiker
- Greg Murphy (Politiker) (* 1963), US-amerikanischer Politiker

### H
- Harold Lloyd Murphy (* 1927), US-amerikanischer Jurist
- Heidi Grant Murphy (* 1965), US-amerikanische Sängerin und Musikpädagogin
- Henry Murphy (Hockeyspieler) (1882–1942), irischer Hockeyspieler
- Henry C. Murphy (1810–1882), US-amerikanischer Politiker

### I
- Isaac Murphy (1799–1882), US-amerikanischer Politiker
- Isaac Murphy (Benediktinerabt) (* 1963), Laienbruder, Abt
- Isaac Burns Murphy (1861–1896), US-amerikanischer Jockey

### J
- J. Murphy (Leichtathlet) (William J. Murphy; 1903–??), indischer Mittelstreckenläufer
- J. J. Murphy (Schauspieler) (1928–2014), nordirischer Schauspieler
- J. J. Murphy (Regisseur) (* 1947), US-amerikanischer Regisseur
- J. T. Murphy (1888–1965), britischer Gewerkschafter
- Jack Murphy (Politiker) (1920–1984), irischer Politiker
- Jack M. Murphy (1925–1984), US-amerikanischer Politiker
- Jack R. Murphy (1937–2020), genannt Murph the Surf, US-amerikanischer Räuber
- JB Murphy (* 1999), irischer Radrennfahrer
- Jacob Murphy (* 1995), englischer Fußballspieler
- Jaden Pine-Murphy (* 1990), neuseeländischer Eishockeytorwart
- James Murphy (Bischof) (1744–1824), irischer Geistlicher, Bischof von Clogher
- James Murphy (1910–1989), walisischer Fußballspieler und -trainer, siehe Jimmy Murphy (Fußballspieler)
- James Murphy (* 1967), US-amerikanischer Gitarrist
- James Murphy (DJ) (* 1970), US-amerikanischer Musikproduzent, Singer-Songwriter und DJ
- James Murphy-O’Connor (1925–2014), irischer Rugbyspieler
- James J. Murphy (1898–1962), US-amerikanischer Politiker
- James Vincent Murphy (1880–1946), irischer Übersetzer, Schriftsteller und Journalist
- James William Murphy (1858–1927), US-amerikanischer Politiker
- Jamie Murphy (* 1989), schottischer Fußballspieler
- Janice Murphy (1947–2018), australische Schwimmerin und Schwimmtrainerin
- Jeremiah Henry Murphy (1835–1893), US-amerikanischer Politiker
- Jerome Murphy-O’Connor († 2013), irischer Biblischer Archäologe
- Jill Murphy (1949–2021), britische Kinderbuchautorin und -illustratorin
- Jim Murphy (Historiker) (James John Patrick Murphy; 1947–2022), US-amerikanischer Historiker und Schriftsteller
- Jim Murphy (Skateboarder) (James Murphy; * 1965), US-amerikanischer Skateboarder
- Jim Murphy (Politiker) (James Francis Murphy; * 1967), britischer Politiker
- Jimmy Murphy (Rennfahrer) (1894–1924), US-amerikanischer Rennfahrer
- Jimmy Murphy (Fußballspieler) (James Patrick Murphy; 1910–1989), walisischer Fußballspieler und -trainer
- Jimmy Murphy (Musiker) (1925–1981), US-amerikanischer Musiker
- Joe Murphy (Fußballspieler, 1873) (1873–nach 1900), englischer Fußballspieler
- Joe Murphy (Schauspieler) (1877–1961), US-amerikanischer Schauspieler
- Joe Murphy (Schlagzeuger) (um 1910–nach 1950), US-amerikanischer R&B- und Jazzmusiker
- Joe Murphy (Eishockeyspieler, 1967) (Joseph Patrick Murphy; * 1967), kanadischer Eishockeyspieler
- Joe Murphy (Eishockeyspieler, 1975) (* 1975), kanadischer Eishockeyspieler
- Joe Murphy (Fußballspieler, 1981) (* 1981), irischer Fußballspieler
- John Murphy (Bischof) (1772–1847), irischer Geistlicher, Bischof von Cork
- John Murphy (Priester) (1753–1798), Anführer der Irischen Rebellion von 1798
- John Murphy (Politiker) (1786–1841), US-amerikanischer Politiker
- John Murphy (Fußballspieler, 1872) (1872–1924), englischer Fußballspieler
- John Murphy (Fußballspieler, 1886) (1886–??), irischer Fußballspieler
- John Murphy (Fußballspieler, 1894) (1894–1921), schottischer Fußballspieler
- John Murphy (Leichtathlet) (1895–1972), US-amerikanischer Hochspringer
- John Murphy (Fußballspieler, 1900) (1900–1973), englischer Fußballspieler
- John Murphy (Fußballspieler, 1912) (1912–??), schottischer Fußballspieler
- John Murphy (Fußballspieler, 1942) (1942–2020), schottischer Fußballspieler
- John Murphy (Fußballspieler, 1949) (* 1949), schottischer Fußballspieler
- John Murphy (Politiker, 1950) (* 1950), australischer Politiker
- John Murphy (Schwimmer) (* 1953), US-amerikanischer Schwimmer
- John Murphy (Komponist) (* 1965), englischer Komponist
- John Murphy (Fußballspieler, 1976) (* 1976), englischer Fußballspieler
- John Murphy (Musikethnologe) (1961–2022), US-amerikanischer Jazzmusiker und Musikethnologe
- John Murphy (Radsportler) (* 1984), US-amerikanischer Radsportler
- John Benjamin Murphy (1857–1916), US-amerikanischer Chirurg
- John Cullen Murphy (1919–2004), US-amerikanischer Comic-Zeichner
- John Francis Murphy (1853–1921), US-amerikanischer Landschaftsmaler
- John M. Murphy (1926–2015), US-amerikanischer Politiker
- John Patrick Murphy (1909–1997), irischer römisch-katholischer Geistlicher und Bischof von Port Elizabeth
- John T. Murphy (1885–1944), US-amerikanischer Radiologe
- John W. Murphy (Politiker, 1874) (1874–1947), US-amerikanischer Jurist und Politiker (Arizona)
- John W. Murphy (Politiker, 1902) (John William Murphy; 1902–1962), US-amerikanischer Politiker (Pennsylvania)
- Johnny Murphy (1943–2016), irischer Schauspieler
- Jonathan Murphy (* 1981), US-amerikanischer Schauspieler
- Jordi Murphy (* 1991), irischer Rugby-Union-Spieler
- Joseph Murphy (Esoteriker) (1898–1981), irischer Esoteriker
- Joseph Murphy (Geistlicher) (* 1968), irischer Geistlicher
- Joseph Murphy (Reiter) (* 1976), irischer Reiter
- Joseph Anthony Murphy (1857–1939), irischer Geistlicher, Titularbischof in Birtha
- Joseph C. Murphy (1907–1987), US-amerikanischer Politiker

### K
- Karen Murphy (Szenenbildnerin), US-amerikanische Szenenbildnerin
- Karen Murphy (Bowlsspielerin), irische Bowlsspielerin
- Karen Murphy (Produzentin), US-amerikanische Filmproduzentin
- Keara Murphy (* 1967), britische Stand-up-Comedian, Schauspielerin und Dramatikerin
- Kelly Murphy (Autorin) (* 1977), US-amerikanische Autorin und Illustratorin
- Kelly Murphy (Volleyballspielerin) (* 1989), US-amerikanische Volleyballspielerin, Olympiateilnehmerin 2016
- Kelly Murphy (Radsportlerin) (* 1989), irische Radrennfahrerin
- Kelly-Marie Murphy (* 1964), kanadische Komponistin
- Kenny Murphy (* 1966), irischer Rugby-Union-Spieler
- Kevin Murphy (Musiker) (* 1947), US-amerikanischer Keyboarder
- Kevin Murphy (Schwimmer) (King of the Channel; * 1949), britischer Kanalschmwimmer
- Kevin Murphy (Schauspieler) (* 1956), US-amerikanischer Schauspieler und Puppenspieler
- Kevin Murphy (Bürgerbeauftragter), irischer Bürgerbeauftragter des Staatspräsidenten
- Kevin Murphy (Footballspieler) (* 1963), US-amerikanischer American-Football-Spieler
- Kevin Murphy (Pianist), US-amerikanischer Pianist und Musikpädagoge
- Kevin Murphy (Basketballspieler) (* 1990), US-amerikanischer Basketballspieler
- Kevin Murphy (Drehbuchautor), US-amerikanischer Drehbuchautor und Produzent
- Kevin J. Murphy, US-amerikanischer Politiker
- Kevin M. Murphy (* 1958), US-amerikanischer Ökonom
- Kevin Mark Murphy, kanadischer Musiker
- Kevin P. Murphy, US-amerikanischer Politiker
- Kyle Murphy (* 1991), US-amerikanischer Radrennfahrer

### L
- Larry Murphy (* 1961), kanadischer Eishockeyspieler
- Larry Murphy (Schauspieler) (* 1972), US-amerikanischer Schauspieler
- Lawrence C. Murphy (1925–1998), amerikanischer Priester
- Lee Roy Murphy (* 1958), US-amerikanischer Boxer, IBF-Weltmeister im Cruisergewicht
- Leia Murphy, irische Schauspielerin

### M
- Mark Murphy (Musiker) (1932–2015), US-amerikanischer Jazzsänger
- Mark Murphy (Footballspieler) (* 1955), US-amerikanischer American-Football-Spieler und -funktionär
- Mark Murphy (Eishockeyspieler) (* 1976), US-amerikanischer Eishockeyspieler
- Mark Murphy (Fußballspieler) (* 1984), US-amerikanischer Fußballtorhüter
- Marty Murphy (1933–2009), US-amerikanischer Zeichner
- Mary Murphy (Schauspielerin) (1931–2011), US-amerikanische Schauspielerin
- Mary Murphy (Basketballtrainerin) (* 1957), US-amerikanische Basketballtrainerin
- Mary Murphy (Choreografin) (* 1958), US-amerikanische Tänzerin und Choreografin
- Matt Murphy (1929–2018), US-amerikanischer Gitarrist
- Maurice J. Murphy (1927–2002), US-amerikanischer Politiker
- Meghan Murphy, kanadische Journalistin und Feministin
- Michael Murphy (Bischof) (1924–1996), irischer Bischof von Cork und Ross
- Michael Murphy (Autor) (* 1930), US-amerikanischer Autor
- Michael Murphy (Schauspieler) (* 1938), US-amerikanischer Schauspieler
- Michael N. Murphy, irischer Politiker, Präsident des Europäischen Rechnungshofes
- Michael Murphy (Politiker), irischer Politiker
- Michael Murphy (Triathlet), australischer Triathlet
- Michael Murphy (Bildhauer) (* 1975), US-amerikanischer Bildhauer
- Michael Murphy (Architekt), US-amerikanischer Architekt
- Michael J. Murphy (1951–2015), Kameramann und Regisseur
- Michael Joseph Murphy (1915–2007), US-amerikanischer Geistlicher, Bischof von Erie, Pennsylvania
- Michael N. Murphy (1919–2009), irischer Wirtschaftsprüfer, Präsident des Europäischen Rechnungshofs
- Michael P. Murphy (1976–2005), US-amerikanischer Marineleutnant und Träger der Medal of Honor
- Michael Pat Murphy (1919–2000), irischer Politiker
- Mike Murphy (Trainer) (1861–1913), US-amerikanischer Leichtathletik- und Footballtrainer
- Mike Murphy (Kunstflieger) (1906–1981), US-amerikanischer Kunstflieger
- Mike Murphy (Eishockeyspieler, 1950) (* 1950), kanadischer Eishockeyspieler, -trainer und -funktionär
- Mike Murphy (Filmeditor), Filmeditor
- Mike Murphy (Politikberater) (* 1962), US-amerikanischer Politikberater
- Mike Murphy (Eishockeyspieler, 1989) (* 1989), kanadischer Eishockeytorwart
- Mike L. Murphy (* 1975), US-amerikanischer Animator
- Morgan F. Murphy (1932–2016), US-amerikanischer Politiker
- Myles Murphy (* 2002), US-amerikanischer American-Football-Spieler

### N
- Nick Murphy (* 1988), australischer Soulsänger
- Noel Murphy (* 1937), irischer Rugby-Union-Spieler

### O
- Oakes Murphy (1849–1908), US-amerikanischer Politiker

### P
- Pat Murphy (Regisseurin) (* 1951), irische, feministische Filmemacherin
- Pat Murphy (Autorin) (* 1955), US-amerikanische Autorin
- Pat Murphy (Schauspieler) (* 1971), deutscher Schauspieler und Sprecher
- Patricia Murphy, irische Snooker- und Poolbillardschiedsrichterin
- Patrick Murphy (Judoka) (* 1944), irischer Judoka
- Patrick Murphy (Politiker, 1973) (* 1973), US-amerikanischer Politiker (Pennsylvania)
- Patrick Murphy (Politiker, 1983) (* 1983), US-amerikanischer Politiker (Florida)
- Patrick Murphy (Radsportler) (* 1933), kanadischer Radrennfahrer
- Patrick Murphy (Eishockeyspieler) (* 1983), kanadischer Eishockeyspieler
- Patrick Murphy (Schwimmer) (* 1984), australischer Schwimmer
- Patrick Charles Murphy (1868–1925), kanadischer Politiker
- Patrick Laurence Murphy (1920–2007), australischer Geistlicher
- Paul Murphy (Politiker, 1948) (* 1948), britischer Politiker (Labour Party)
- Paul Murphy (Musiker) (* 1949), US-amerikanischer Schlagzeuger
- Paul Murphy (Kameramann) (* 1954), australischer Kameramann
- Paul Murphy (Politiker, 1983) (* 1983), irischer Politiker (Socialist Party)
- Paul Murphy (Snookerspieler), schottischer Snookerspieler
- Paula Murphy (1928–2023), US-amerikanische Automobilrennfahrerin
- Peter Murphy (Fußballspieler, 1922) (1922–1975), englischer Fußballspieler
- Peter Murphy (Rennfahrer), britischer Motorradrennfahrer
- Peter Murphy (Volleyballtrainer) (* 1947), kanadischer Volleyballtrainer
- Peter Murphy (Politiker) (* 1949), US-amerikanischer Politiker (Maryland)
- Peter Murphy (Musiker) (* 1957), britischer Musiker
- Peter Murphy (Künstler) (* 1959), britischer Künstler
- Peter Murphy (Ruderer) (* 1967), australischer Ruderer
- Peter Murphy (Fußballspieler, 1980) (* 1980), irischer Fußballspieler
- Peter Murphy (Fußballspieler, 1990) (* 1990), englischer Fußballspieler
- Phil Murphy (* 1957), US-amerikanischer Diplomat, Investmentbanker und Politiker
- Philip Francis Murphy (1933–1999), US-amerikanischer Geistlicher, Weihbischof in Baltimore

### R
- Rex Murphy (1947–2024), kanadischer Publizist
- Richard Murphy (1912–1993), US-amerikanischer Drehbuchautor
- Richard Murphy (Dichter) (1927–2018), irischer Dichter
- Richard Murphy (Ruderer) (* 1931), US-amerikanischer Ruderer
- Richard L. Murphy (1875–1936), US-amerikanischer Politiker
- Richard W. Murphy (1929–2024), US-amerikanischer Diplomat
- Robert Murphy (Mathematiker) (1806–1843), irischer Mathematiker
- Robert Murphy (Diplomat) (1894–1978), US-amerikanischer Diplomat
- Robert Murphy (Snookerspieler) (* 1979), irischer Snookerspieler
- Robert Cushman Murphy (1887–1973), US-amerikanischer Ornithologe
- Robert F. Murphy (Politiker) (1899–1976), US-amerikanischer Politiker
- Robert F. Murphy (Anthropologe) (Robert Francis Murphy; 1924–1990), US-amerikanischer Anthropologe
- Robert F. Murphy (Biologe) (Robert Francis Murphy; * 1953), US-amerikanischer Biologe und Bioinformatiker
- Robert S. Murphy (1861–1912), US-amerikanischer Politiker
- Robert W. Murphy (Robert Ward Murphy; * 1948), US-amerikanischer Ökologe und Herpetologe
- Robert William Murphy (1902–1971), US-amerikanischer Schriftsteller
- Róisín Murphy (* 1973), irische Popsängerin
- Ron Murphy (1933–2014), kanadischer Eishockeyspieler und -trainer
- Rose Murphy (1913–1989), US-amerikanische Sängerin und Pianistin
- Rosemary Murphy (1925–2014), US-amerikanische Schauspielerin
- Rupert L. Murphy (1909–1999), amerikanischer Jurist und Regierungsbediensteter
- Ryan Murphy (Regisseur) (* 1965), US-amerikanischer Regisseur, Journalist und Drehbuchautor
- Ryan Murphy (Eishockeyspieler, 1979) (* 1979), US-amerikanisch-kanadischer Eishockeyspieler
- Ryan Murphy (Eishockeyspieler, 1983) (* 1983), US-amerikanischer Eishockeyspieler
- Ryan Murphy (Footballspieler) (* 1992), US-amerikanischer American-Football-Spieler
- Ryan Murphy (Eishockeyspieler, 1993) (* 1993), kanadischer Eishockeyspieler
- Ryan Murphy (Schwimmer) (* 1995), US-amerikanischer Schwimmer

### S
- Samantha Murphy (* 1997), amerikanische Fußballspielerin
- Sara Murphy (* 20. Jahrhundert), Filmproduzentin
- Sarah Murphy (* 1988), neuseeländisch-kanadische Biathletin
- Scott Murphy (Mediziner) (1935–2006), Hämatologe
- Scott Murphy (Spieleentwickler) (* 1954), US-amerikanischer Spieleentwickler
- Scott Murphy (Politiker) (* 1970), US-amerikanischer Politiker
- Sean Murphy (* 1996), australischer Ruderer
- Sean Murphy (Comicautor) (* 1980), US-amerikanischer Comicautor und -zeichner, etwa von Harley Quinn
- Sean Murphy-Bunting (* 1997), US-amerikanischer American-Football-Spieler
- Shannon Murphy (Poolbillardspieler), US-amerikanischer Poolbillardspieler
- Shannon Murphy (Regisseurin), australische Film- und Fernsehregisseurin
- Shaun Murphy (Sängerin) (* 1948), US-amerikanische Sängerin und Perkussionistin
- Shaun Murphy (Fußballspieler) (* 1970), australischer Fußballspieler
- Shaun Murphy (Snookerspieler) (* 1982), englischer Snookerspieler
- Shawn Murphy (* 1948), US-amerikanischer Tonmeister
- Shay Murphy (* 1985), US-amerikanische Basketballspielerin und -trainerin
- Sheree Murphy (* 1975), englische Schauspielerin und Moderatorin
- Siobhan Murphy (* 1984), kanadische Schauspielerin
- Spud Murphy (1908–2005), US-amerikanischer Jazzmusiker, Bandleader und Arrangeur
- Starr J. Murphy (1860–1921), US-amerikanischer Rechtsanwalt
- Stephanie Murphy (* 1978), US-amerikanische Politikerin
- Stephen Murphy (Lautenbauer) (* 1942), australischer Lautenbauer
- Stephen Murphy (Snookerspieler) (* 1969), irischer Snookerspieler
- Stephen Murphy (Eishockeyspieler) (* 1981), britischer Eishockeyspieler

### T
- Tab Murphy, US-amerikanischer Drehbuchautor
- Tadhg Murphy (* 1979), irischer Schauspieler
- Ted Murphy (* 1971), US-amerikanischer Ruderer
- Terry Murphy (Rundfunkmoderator) (* 1948), US-amerikanischer Moderator und Rundfunkkorrespondent
- Terry Murphy (Snookerspieler) (* 1972), nordirischer Snookerspieler
- Terry Murphy (Politiker), US-amerikanischer Politiker (Republikaner)
- Terry Murphy (Fußballspieler) (* 1940), englischer Fußballspieler
- Terry Murphy (Rugbyspieler) (* 1952), australischer Rugbyspieler
- Terrence Murphy (1926–2008), bekannt als Terry, kanadischer Anwalt, Richter und Politiker
- Tesni Murphy (* 1992), walisische Squashspielerin
- Thomas Murphy (IRA-Mitglied) (* 1949), mutmaßlicher Stabschef der IRA
- Thomas Austin Murphy (1911–1991), US-amerikanischer Geistlicher, Weihbischof in Baltimore
- Thomas Francis Murphy (* 1953), US-amerikanischer Schauspieler
- Thomas Joseph Murphy (1932–1997), US-amerikanischer Geistlicher, Erzbischof von Seattle
- Thomas William Murphy (1917–1995), US-amerikanischer Ordensgeistlicher, Bischof von Juazeiro
- Tim Murphy (* 1952), US-amerikanischer Politiker
- Timothy J. Murphy († 1949), irischer Politiker
- Timothy Patrick Murphy (1959–1988), US-amerikanischer Schauspieler
- Timothy V. Murphy (* 1960), irischer Schauspieler
- Tom Murphy (Politiker) (1924–2007), amerikanischer Politiker
- Tom Murphy (Dramatiker) (1935–2018), irischer Dramatiker
- Tom Murphy (Leichtathlet) (1935–2025), US-amerikanischer Mittelstreckenläufer
- Tom Murphy (Schauspieler) (1968–2007), irischer Schauspieler
- Tom Murphy (Astrophysiker), amerikanischer Astrophysiker und Hochschullehrer
- Tom Murphy (Baseballspieler) (* 1991), US-amerikanischer Baseballspieler
- Tommy Murphy (Snookerspieler) (* 1962), nordirischer Snookerspieler
- Tommy Murphy (Dramatiker) (* 1979), australischer Dramatiker und Drehbuchautor
- Tony Murphy (Wirtschaftsprüfer) (* 1962), irischer Wirtschaftsprüfer, Präsident des Europäischen Rechnungshofes
- Tony Murphy (Badminton) (* 1990), nordirischer Badmintonspieler
- Torpedo Billy Murphy (1863–1939), neuseeländischer Boxer im Federgewicht
- Troy Murphy (Basketballspieler) (* 1980), US-amerikanischer Basketballspieler
- Troy Murphy (Freestyle-Skier) (* 1992), US-amerikanischer Freestyle-Skier
- Tucker Murphy (* 1981), bermudischer Skilangläufer
- Turk Murphy (1915–1987), US-amerikanischer Posaunist und Komponist

### V
- Vincent B. Murphy (1888–1956), US-amerikanischer Politiker
- Verona Murphy (* 1971), irische Politikerin

### W
- Walter Murphy (* 1952), US-amerikanischer Pianist und Komponist
- Warren Murphy (1933–2015), US-amerikanischer Autor und Reporter
- William Murphy (Lacrossespieler) (1867–1957), US-amerikanischer Lacrossespieler
- William Murphy (Politiker) (1892–1967), irischer Politiker (Fine Gael)
- William Murphy (Boxer) (* 1904), irischer Boxer
- William Murphy (Schauspieler), US-amerikanischer Schauspieler
- William Murphy (Bischof) (* 1936), irischer Geistlicher, Bischof von Kerry
- William B. Murphy (1908–1970), US-amerikanischer Filmeditor
- William Beverly Murphy (1907–1994), US-amerikanischer Lebensmittelgeschäftsmann
- William Francis Murphy (Bischof, 1885) (1885–1950), US-amerikanischer Geistlicher, Bischof von Saginaw
- William Francis Murphy (1890–1949), US-amerikanischer Jurist und Politiker, siehe Frank Murphy (Politiker, 1890)
- William Francis Murphy (Bischof, 1940) (* 1940), US-amerikanischer Geistlicher, Bischof von Rockville Centre
- William J. Murphy (Politiker, 1912) (1912–1993), US-amerikanischer Politiker (Idaho)
- William J. Murphy (Politiker, 1928) (1928–2018), irischer Politiker
- William J. Murphy (Politiker, 1963) (* 1963), US-amerikanischer Politiker (Rhode Island)
- William Martin Murphy (1845–1919), irischer Politiker
- William Parry Murphy (1892–1987), US-amerikanischer Mediziner
- William T. Murphy (1899–1978), US-amerikanischer Politiker